# Calvin Stengs
Calvin Stengs (ur. 18 grudnia 1998 w Nieuw-Vennep) – holenderski piłkarz grający na pozycji prawego pomocnika w holenderskim klubie Feyenoord.

## Kariera piłkarska
Swoją karierę piłkarską Stengs rozpoczął w klubie SV DIOS. Trenował również w juniorach HFC Haarlem. Następnie w 2010 roku podjął treningi w AZ Alkmaar. Najpierw grał w młodzieżowej drużynie AZ, a w 2017 roku awansował do pierwszej drużyny. 5 marca 2017 roku zadebiutował w niej w pierwszej lidze holenderskiej w zremisowanym 1:1 domowym meczu z Excelsiorem. 19 stycznia 2019 strzelił pierwszego gola w Eredivisie, w wygranym 3:0 domowym spotkaniu z FC Utrecht. W sezonie 2019/2020 wywalczył z AZ wicemistrzostwo Holandii.
| Sezon   | Klub             | Kraj     | Rozgrywki       | Mecze | Gole |
| ------- | ---------------- | -------- | --------------- | ----- | ---- |
| 2016/17 | AZ Alkmaar       | Holandia | Eredivisie      | 1     | 0    |
| 2016/17 | Jong AZ Alkmaar  | Holandia | Tweede divisie  | 22    | 6    |
| 2017/18 | AZ Alkmaar       | Holandia | Eredivisie      | 1     | 0    |
| 2018/19 | AZ Alkmaar       | Holandia | Eredivisie      | 21    | 3    |
| 2019/20 | AZ Alkmaar       | Holandia | Eredivisie      | 25    | 5    |
| 2020/21 | AZ Alkmaar       | Holandia | Eredivisie      | 30    | 7    |
| 2021/22 | OGC Nice         | Francja  | Ligue 1         | 28    | 1    |
| 2022/23 | Royal Antwerp FC | Belgia   | Eerste klasse A | 20    | 1    |

## Kariera reprezentacyjna
Stengs występował w młodzieżowej reprezentacji Holandii U-21. 19 listopada 2019 Stengs zadebiutował w reprezentacji Holandii w wygranym 5:0 meczu eliminacji do Euro 2020 z Estonią, rozegranym w Amsterdamie.